# Arnold Karskens
Arnold Karskens (Beemster, 19 augustus 1954) is een Nederlands journalist, auteur en voormalig oorlogsverslaggever. Hij is medeoprichter van de Nederlandse publieke omroep Ongehoord Nederland (ON!).

## Opleiding
Karskens volgde een opleiding voor journalist aan de School voor Journalistiek in Utrecht. 

## Carrière
Hij werkte vijftien jaar freelance en was van 1995 tot 2008 in deeltijd in dienst bij Nieuwe Revu. Tussen april 2008 en maart 2012 werkte Karskens voor het gratis dagblad De Pers en tussen 2013 en 2015 als verslaggever en columnist voor ThePostOnline (Magazine). Sinds 2016 onderhoudt hij de website TheKarskensTimes en in 2022 werd hij omroepvoorzitter van ON!. In augustus 2024 werd hij in die laatste functie op non-actief gezet en in oktober dat jaar ontslagen.

### Oorlogsverslaggever
Hij begon zijn carrière in 1981 met een bezoek aan guerrilleros van het Ejército Revolucionario del Pueblo (ERP, Revolutionair Leger van het Volk) in El Salvador. Sindsdien bezocht hij zo'n dertig verschillende conflictzones. In 2008 werkte hij in de oorlogsgebieden van Irak en Afghanistan en vooral Uruzgan. Hij stond erop als onafhankelijk journalist te werk te gaan en niet als embedded journalist. Hij werkte mee aan tv- en radioprogramma's van onder andere de RVU, VARA, BNR, VPRO, WNL, PowNed en NOS, en actualiteitenrubrieken als EénVandaag en VRT-journaal. Regelmatig was hij tafelgast bij praatprogramma's als Pauw & Witteman, Knevel & Van den Brink en Pauw.

### Jacht op oorlogsmisdadigers
Karskens verzamelde veel informatie over de wegens oorlogsmisdaden veroordeelde Frans van Anraat en Guus Kouwenhoven. Hij was tevens voorzitter van de Stichting Onderzoek Oorlogsmisdaden die met name de voortvluchtige Nederlandse nazi en oorlogsmisdadiger Klaas Carel Faber achter de tralies probeerde te krijgen. Hij hielp om medeklager en nabestaande Theun de Groot te laten deelnemen aan het proces tegen Nederlandse SS'er en Aktion Silbertanne-deelnemer Heinrich Boere in 2009-2010. Over de jacht op Faber schreef hij het boek De Beestmensch (2012). Sinds 2015 houdt hij een lijst bij van tien Nederlandse oorlogsmisdadigers uit de Tweede Wereldoorlog die mogelijk hun straf nog niet hebben ondergaan. Zijn stichting heeft Eurocommissaris Frans Timmermans aangeklaagd wegens politieke medeverantwoordelijkheid, dood door schuld, bij de verdrinking van meer dan 15.000 migranten in de Middellandse Zee tussen 2014 en 2019. 
In een interview in 1996 vertelde Karskens, afkomstig uit een verzetsfamilie, bij de verschijning van zijn boek Berichten van het front dat hij als kind gefascineerd raakte door verhalen van de grote mensen over 'de oorlog': over bezetting, overvallen en schietpartijen. Zoekend naar "het verband tussen die afgeluisterde puzzelstukjes" werd hij uiteindelijk oorlogsverslaggever, een van de weinige in Nederland.

### Participerende journalistiek
In de nacht van 6 op 7 november 2010 werd Karskens opgepakt op het Noordstation van Brussel op verdenking van het verstoren van de openbare orde. Hij was op dat moment bezig met een reportage over mensen zonder verblijfsvergunning, toen de politie het treinstation wilde afsluiten. Volgens zijn eigen verklaring in dagblad De Standaard was zijn arrestatie een voorwendsel van de kant van de politie om een door hem gemaakte foto van hardhandig optreden van de Brusselse politie te wissen.
In september 2015 voer hij in een boot met Iraanse asielzoekers op de Ionische Zee tussen Turkije en Griekenland, waar hij werd gearresteerd wegens illegale grensoverschrijding. Karskens is een felle tegenstander van grootschalige Nederlandse militaire missies in landen als Irak, Mali en Afghanistan. Hij meent dat buitenlandse militaire inmenging niet bijdraagt tot langdurige vrede. Over de Nederlandse geïntegreerde politietrainingsmissie in Kunduz in Afghanistan uitte hij zich zeer kritisch tijdens een hoorzitting op 24 januari 2011 in de Tweede Kamer.

### Plagiaat
Karskens uitte op 16 april 2012 een beschuldiging van plagiaat bij de uitreiking van de Tegel voor Onderzoeksjournalistiek aan Natalie Righton, verslaggeefster van dagblad De Volkskrant in Kaboel. Hij stelde dat zij de inhoud van een artikel dat zij schreef, over het bedrag dat de opleiding van een Afghaans politieman door Nederlandse trainers zou kosten, van hem had gepikt.

### Corrupte journalistiek
In 2016 verscheen van zijn hand Journalist te koop - hoe corrupt zijn onze media?, een verzameling interviews met collega's over journalistieke ethiek. 
Tussen oktober 2017 en oktober 2019 hield Karskens Zwartboek NOS Journaal bij, waarin hij vermeende misinformatie en discriminatie uitgezonden door de NOS Nieuwsdienst verzamelde. In 2019 diende hij daarover een aanklacht in. Het Openbaar Ministerie heeft het zwartboek bekeken en is tot de conclusie gekomen dat er geen sprake was van strafbare feiten.

### Ongehoord Nederland
In 2019 was Karskens samen met voormalig VVD-Kamerlid Ybeltje Berckmoes-Duindam, acteur en schrijver Haye van der Heyden en journalist Joost Niemöller oprichter van de Nederlandse publieke omroep Ongehoord Nederland, die een 'noodzakelijk' tegengeluid wilde laten klinken binnen de Stichting Nederlandse Publieke Omroep (NPO). De nieuwe organisatie wierf in minder dan een maand de 50.000 leden die benodigd waren om voorlopig erkend te worden in het Nederlandse publieke bestel. Vanaf 2022 kreeg de omroep zendtijd. Karskens werd voorzitter van Ongehoord Nederland. Op 2 augustus 2024 werd hij door de raad van toezicht op non-actief gezet na klachten over zijn functioneren. Karskens gaf daarop aan slachtoffer te zijn van valse anonieme aantijgingen. Volgens hem werd er een coup gepleegd. De raad van toezicht van Omroepvereniging Ongehoord Nederland besloot op 11 oktober 2024 om Karskens te ontslaan als bestuursvoorzitter en bestuurslid. Het ontslag was volgens de raad van toezicht gebaseerd op het 7 oktober dat jaar uitgebrachte rapport van Svision – Management Consultants Business, dat opgesteld werd naar aanleiding van de binnengekomen klachten over Karskens. In een persverklaring reageerde Karskens op zijn ontslag: "Dit is een belediging voor mij en alle leden van het eerste uur".

## Prijzen en onderscheidingen
- Aan Karskens werd op 21 september 2008, de Internationale Dag van de Vrede, de ereprijs "Journalist voor de Vrede" voor 2008 toegekend door het Humanistisch Vredesberaad. Het juryrapport vermeldde onder meer: "Van bijzonder belang is dat hij in de Nederlandse verslaggeving aangaande de kritieke oorlogszones Irak en Afghanistan een waardevol tegenwicht biedt tegen de helaas nog zeer gangbare benadering waarbij oorlogsgebieden primair door de westerse bril bezien worden. Als een van de weinigen herinnert hij ons er consequent aan dat in een oorlogsgebied elke om het leven gebrachte inwoner van dat gebied niet minder tragisch is dan een gesneuvelde Nederlander of Amerikaan. Zo belicht hij de voedingsbodem voor de verbittering tegen het Westen in een groot deel van de islamitische wereld."[19][20]
- Op 10 december 2008, de Dag van de mensenrechten, kreeg Karskens de Clara Meijer-Wichmann Penning, een mensenrechtenonderscheiding die jaarlijks wordt uitgereikt door de Liga voor de Rechten van de Mens en J'accuse. Karskens kreeg deze onderscheiding omdat hij een onafhankelijk beeld heeft geschetst van de oorlog in Afghanistan, waarbij de aandacht die hij heeft gevraagd en gekregen voor de Afghaanse burgerslachtoffers essentieel is voor de erkenning van hun mensenrechten, aldus beide organisaties.[21]
- Op 16 maart 2013 ontving Karskens ter gelegenheid van de 25-jarige herdenking van de chemische aanval op de Koerdische stad Halabja een plaquette van het ministerie van ANFAL van de Koerdische Regionale Regering. Tevens ontving hij een oorkonde van de bewoners van de getroffen stad, als dank voor zijn inzet bij het speuren en berechten van de belangrijkste leverancier van de grondstoffen voor het dodelijke gifgas, Frans van Anraat.

## Publicaties (selectie)
- 1995: Berichten van het front. Verhalen uit de oorlog.
- 2001: Pleisters op de ogen, pleister op de mond : de geschiedenis van de Nederlandse oorlogsverslaggeving van Heiligerlee tot Kosovo[22][23]
- 2002: Reizen langs de frontlijn. Een overlevingshandboek voor journalisten, hulpverleners en avonturiers.
- 2003: Onze man in Bagdad. Dagboek van een oorlogsverslaggever.
- 2006: Geen cent spijt. De jacht op oorlogsmisdadiger Frans van Anraat.
- 2007: AK-47. "Oorlog is goed voor slechte mensen" en 46 andere columns.
- 2009: Rebellen met een reden. Idealistische Nederlanders vechtend onder vreemde vlag.
- 2012: Het Beestmensch. De jacht op nedernazi Klaas Carel Faber.
- 2014: Reisgids voor de frontlijn. Hét overlevingshandboek voor de avontuurlijke reiziger, hulpverlener, oorlogsjournalist, zakenman & pensionado met lef.
- 2014: De zaak-Zorreguieta. Over de medeplichtigheid van de vader van koningin Máxima aan misdrijven tegen de menselijkheid.
- 2016: Journalist te koop -  hoe corrupt zijn onze media? (verzameling interviews met collega-journalisten over het onderwerp professionele integriteit)
- 2016: HELP er staat een terrorist in mijn keuken. Tips en overlevingslessen bij een terreuraanslag thuis, op het werk of op het terras.
- 2018: Operatie laat niets in leven. Het bizarre leven van oorlogsmisdadiger Guus Kouwenhoven. (ism Henk Willem Smits)
- 2019: Alle pijn van de wereld. De goddelijke gekte van de oorlogsjournalistiek. (roman)
- 2020: Voor verraders zou geen plaats zijn… Het ontluisterende verhaal over de vervolging WO2-oorlogsmisdadigers in Nederland 1945-2020. (ism Cees van Hoore)

- Bibliothèque nationale de France: cb15081703q (data)
- Gemeinsame Normdatei: 140142975
- International Standard Name Identifier: 0000 0003 8534 4218
- Library of Congress Control Number: n96118948
- Nederlandse Thesaurus van Auteursnamen: 068193394
- RKD-Nederlands Instituut voor Kunstgeschiedenis: 392898
- Union List of Artist Names: 500666724
- Virtual International Authority File: 233693196
- WorldCat: E39PBJp9qjdWxV8MBPFccVBwYP